# Lijst van spelers van Olympique de Marseille
Deze lijst omvat voetballers die bij de Franse voetbalclub Olympique de Marseille spelen of gespeeld hebben. De spelers zijn alfabetisch gerangschikt.

## A
- Jacques Abardonado
- Boumedienne Abderrhamane
- Abédi Pelé
- Fabrice Abriel
- Janos Acht
- Gilbert Adamis
- Adriano Gabiru
- Victor Agali
- Kanga Akale
- Ricardo Alarcon
- Max Alauzun
- Michel Albaladejo
- Joseph Alcazar
- Jean Pierre Allaix
- Charles Alle
- Klaus Allofs
- Norberto Alonso
- Jérôme Alonzo
- Yeso Amalfi
- Rene Amando
- Roland Amar
- Manuel Amoros
- Sonny Anderson
- Gunnar Andersson
- André Luís
- André Luiz
- Germain Andreis
- Pierre Angel
- Roger Angles
- Jocelyn Angloma
- José Anigo
- Slobodan Antic
- Leon Appaix
- Patrick Appriou
- Fernand Armenante
- Pegguy Arphexad
- Salim Arrache
- Marcel Artelesa
- Jean-Louis Asinari
- Ludovic Asuar
- Michel Audrain
- Pascal Aurejac
- Jean Avellaneda
- William Ayache
- André Ayew
- Jordan Ayew
- Gerard Aygoui
- Emmanuel Aznar
- César Azpilicueta

## B
- Ibrahim Ba
- Khalifa Ba
- Gerard Bacconnier
- Jean-Pierre Bade
- Pascale Baills
- Felicien Bait
- Edouard Bakalian
- Ibrahima Bakayoko
- Habib Bamogo
- Robert Barellas
- Rahmane Barry
- Fabien Barthez
- Andre Basile
- Jean Bastien
- Michy Batshuayi
- Laurent Batlles
- Michel Baulier
- Jean-Claude Baulu
- Miladin Becanovic
- Pierre Bedelian
- Fabrice Begeorgi
- Joseph Bell
- Robert Belloni
- Djamel Belmadi
- Jean Belver
- Hatem Ben Arfa
- Larbi Ben Barek
- Ahmed Ben Bella
- Abdelkader Ben Bouali
- Mehdi Ben Slimane
- Mehdi Benatia
- Cesar Benedetti
- Darío Benedetto
- Eric Benoît
- Justin Benoit
- Rene Berange
- Marc Berdoll
- Georges Bereta
- Eduardo Berizzo
- Jacques Bernard
- Gerard Bernardet
- Lucas Bernardi
- Teddy Bertin
- Habib Beye
- Abdelhalim Bibi
- Rene Bihel
- Stephano Bistolfi
- Nenad Bjekovic
- Laurent Blanc
- Raoul Blanc
- Serge Blanc
- Patrick Blondeau
- Serge Blum
- Georges Bobik
- Garry Bocaly
- Andre Bodji
- Alain Boghossian
- Alen Bokšić
- Basile Boli
- Angelo Bollano
- Antun Bonacic
- Laurent Bonnart
- Joseph Bonnel
- Louis Bonnel
- Jacques Bonnet
- Jacky Bonnevay
- Jérôme Bonnissel
- Louis Bordere
- Andre Bordone
- Camille Borios
- Bernard Bosquier
- Ali Bouafia
- Ben Mohamed Bouchaib
- Richard Boucher
- Amid Bouchouhk
- Edmond Boulle
- Philippe Bourrier
- Alain Bouze
- Jean Boyer
- François Bracci
- Henri Braizat
- Brandão
- Frédéric Brando
- Daniel Bravo
- François Brisson
- Joseph Brotons
- Ferdinand Bruhin
- Philippe Brunel
- Regis Bruneton
- Eric Bruno
- Etienne Brusset
- Kenneth Brylle
- Robert Buigues
- Otto Bures
- Jean-Louis Buron

## C
- Alfred Caiels
- Pablo Calandria
- François Camara
- Hassoun Camara
- Titi Camara
- Zoumana Camara
- Christian Caminiti
- Fabien Camus
- Lorik Cana
- Alain Cantareil
- Éric Cantona
- Joel Cantona
- Georges Carnus
- Cédric Carrasso
- Alain Casanova
- Tony Cascarino
- Jacques Casolari
- Bernard Casoni
- Alphonse Cassar
- Jean Castaneda
- Michel Castellani
- Benoît Cauet
- Guy Caussemille
- Jean Cavalli
- Jurgen Cavens
- Fabio Celestini
- Boštjan Cesar
- Thierry Chancel
- Lionel Chancelier
- Cyril Chapuis
- Max Charbit
- Maurice Charpin
- Rene Charrier
- Michel Chaumeton
- Benoit Cheyrou
- Bruno Cheyrou
- Ahmed Ben Larbi Chicha
- Josef Chloupek
- Philippe Christanval
- Nicolas Cicut
- Djibril Cissé
- Edouard Cissé
- Renato Civelli
- Jonathan Clauss
- Ernest Clere
- Aime Cola
- Patrick Colleter
- Henry Conchy
- Max Conchy
- Pires Constantino
- Alberto Corazza
- Didier Couécou
- Dramane Coulibaly
- Rolland Courbis
- Edouard Crut
- Patrick Cubaynes
- Laurie Cunningham
- Antoine Curcuru
- Stanislas Curyl
- Jean-Pierre Cyprien

## D
- Cédric D'Ulivo
- Emile Dahan
- Karim Dahou
- Stéphane Dalmat
- Wilfried Dalmat
- Georges Dard
- Roger Dard
- Yves David
- Philippe De Azevedo
- Jean-Charles De Bono
- Marcel De Falco
- Louis De Mareville
- Alexis De Nicolas
- Michel De Wolf
- Noel Debousy
- Eric Decroix
- Jean-Philippe Dehon
- Frédéric Déhu
- Christian Delachet
- Jacques Delachet
- Patrick Delamontagne
- Laurens Deleuil
- Delfim
- Mohamed Dennoun
- Thomas Déruda
- Marcel Desailly
- Didier Deschamps
- Guillaume Deschamps
- Olivier Deso
- Jean-Pierre Destrumelle
- Jules Dewaquez
- Eric Dewilder
- Ange Di Caro
- Gerald Di Giorgio
- Laurent Di Lorto
- Éric Di Meco
- Abdoulaye Diallo
- Alou Diarra
- Lamine Diatta
- Kaba Diawara
- Souleymane Diawara
- Marcel Dib
- Dill
- Manuel Dimas
- Moncef Djebali
- Jean Djorkaeff
- Igor Dobrovolskiy
- Jean-Pierre Dogliani
- Albert Domenech
- Jean-François Domergue
- Marcel Domingo
- Mori Dominique
- Poujol Dominique
- Cyril Domoraud
- Friedrich Donenfeld
- Christian Donnat
- Didier Drogba
- Leopold Drucker
- Charles Ducasse
- Christophe Dugarry
- Franck Dumas
- Albert Durand
- Jean-Claude Durand
- Jean-Philippe Durand
- Raymond Durand
- Aimé Durbec
- Daniel Dutuel

## E
- Olivier Echouafni
- Johnny Ecker
- Edson Miolo
- Eduardo Costa
- Rolland Ehrhardt
- Joseph Eisenhoffer
- Dan Heimer Ekner
- Amin El Erbate
- Steeve Elana
- Elinton Andrade
- Albert Emon
- Georges Eo
- Armenach Erevanian
- Jean-Paul Escale
- Norbert Eschmann
- Jean-Jacques Eydelie
- Patrice Eyraud

## F
- Pape Fall
- Rod Fanni
- Lucien Farmanian
- Jacques Faty
- Kolnago Ferante
- Fernandão
- Fabrice Fernandes
- Alfredo Fernandez
- Christian Fernandez
- Jean Fernandez
- Demetrius Ferreira
- Bernard Ferrer
- Jean-Marc Ferreri
- Andre Ferrigno
- Franck Fiawoo
- Fabrice Fiorése
- Camille Fischbach
- Yannick Fischer
- Anthony Flachi
- Herve Flak
- Mathieu Flamini
- Pierre Flamion
- Herve Flores
- Oscar Flores
- Michel Flos
- Charley Fomen
- Henri Fontaine
- Robert Forno
- Karlheinz Förster
- Laurent Fournier
- Georges Franceschetti
- Dominique Franceschi
- Ivan Franceschini
- Enzo Francescoli
- Jean-Yves Francini
- Pascal Fugier
- Maxime Fulgenzi
- Paulo Futre

## G
- Michel Gafour
- Marius Gairoard
- William Gallas
- Maurice Gallay
- Leon Galli
- Rene Gallian
- Rene Gallice
- Christophe Galtier
- Jean-Jacques Garcia
- Pascal Gastien
- Vincent Gastine
- Orlando Gauthier
- Benjamin Gavanon
- Jérémy Gavanon
- Bernard Genghini
- Bruno Germain
- André-Pierre Gignac
- Gérard Gili
- Didier Gilles
- Christian Giménez
- Alain Giresse
- Gaël Givet
- Guy Gnabouyou
- Jules Goda
- Joseph Gonzales
- Lucho González
- Jocelyn Gourvennec
- Daniel Goutheraud
- Vincent Gragnic
- Elliot Grandin
- Pierre Granier
- Maurice Gransart
- Roland Gransart
- Xavier Gravelaine
- Bernard Gregori
- Sébastien Gregori
- Damien Gregorini
- Gilbert Gress
- Tchiressoua Guël
- Hubert Gueniche
- Jean-Claude Guiddi
- Barthelemy Guidoni
- Pierre Guix

## H
- Said Haddad
- Marcel Hadidji
- Sébastien Hamel
- Guy Hatchi
- Jean Hediart
- Gabriel Heinze
- Willy Heiss
- Brahim Hemdani
- Fabrice Henry
- Jean Hernández
- Vitorino Hilton
- Jean-Louis Hodoul
- Gaetan Huard

## I
- Abderrhamane Ibrir
- Jean-Jacques Ikonga
- Xavier Imbert
- Klas Ingesson
- Jean-Pierre Invernizzi
- Pierre Issa

## J
- Robert Jacob
- Jairzinho
- Hamada Jambay
- Georges Janin
- Jacques Jaubert
- Samuel Jennings
- Erik Kuld Jensen
- Pascal Johansen
- Gunnar Johansson
- Yegba Maya Joseph
- Denis Jouanne
- Emile Jullien
- Franck Jurietti

## K
- Charles Kaboré
- Franz Kappl
- Salif Keïta
- Seydou Keita
- Antoine Keller
- Michael Kelly
- Jean-Yves Kerjean
- Raymond Keruzore
- Jean-Pierre Knayer
- Rozso Kohut
- Vilmos Kohut
- Koke
- Fritz Kominek
- Bakari Koné
- Vilem König
- Andreas Köpke
- Ignace Kowalczyk
- Jean-Paul Krafft
- Miloš Krstić
- Juan Krupoviesa
- Edouard Kula
- Franz Kurka
- Antoine Kuszowski

## L
- Tscheu La Ling
- Robert Luiz La Paz
- Eric Lada
- Temirne Lahazami
- Jean-Bernard Lamberti
- Jean-Pierre Lamberti
- Sabri Lamouchi
- Robert Langers
- Thing Kouang Lao
- Francois Lapinta
- Fabien Laurenti
- Thierry Laurey
- Roger Le Boedec
- Alphonse Le Gall
- Yvon Le Roux
- Frank Lebœuf
- Pierre Lechantre
- Daniel Leclercq
- Nicolas Lecoinet
- Bernard Lefevre
- Francois Lemasson
- Jacky Lemee
- Felix Lendo
- Léo Matos
- Henri Leonetti
- Jean-Louis Leonetti
- Jérôme Leroy
- Yordan Letchkov
- Marc Levy
- Marc Libbra
- Armand Liberati
- Ernest Libérati
- Jose Ligero
- Anders Linderoth
- Bixente Lizarazu
- Renan Lodi
- Emile Lopez
- Henri Lopez
- Jacques Lopez
- Jean-Pierre Lopez
- Jerome Lorant
- Charly Loubet
- Claude Lowitz
- Peter Luccin
- William Lutenbacher
- Peguy Luyindula
- Michel Luzi

## M
- Modeste M'Bami
- David M'Bodji
- Raïs M'Bolhi
- Pape M'Bow
- Alain Maccagno
- Zinédine Machach
- Lucien Maggio
- Roger Magnusson
- Daniel Mahieu
- Mohamed Mahjoub
- Philippe Maille
- Claude Makélélé
- Chris Makin
- Henri Makowski
- Robert Mallet
- Alberto Malusci
- Camille Malvy
- Steve Mandanda
- Senah Mango
- Toifilou Maoulida
- Jean-Jaques Marcel
- Marcelinho
- Herve Mariot
- Jean Markiewicz
- Steve Marlet
- Jean-Christophe Marquet
- Ange Marras
- Mickaël Marsiglia
- Cyril Martin
- Lilian Martin
- Paul Martinelli
- Antoine Martinez
- Jean-Marc Martinez
- Richard Martini
- Sébastien Mate
- Florian Maurice
- Stephano Mazzolini
- Stéphane Mbia
- Tyrone Mears
- Jean-Pierre Medan
- Istvan Meister
- Abdoulaye Méïté
- Andrés Mendoza
- François Mercier
- François Mercurio
- Camel Meriem
- Laurent Merlin
- Roland Merschel
- Barthelemy Mesas
- William Meunier
- Frédéric Meyrieu
- Carmelo Micciche
- Mido
- Gerard Migeon
- Carlo Migliaccio
- Francois Milazzo
- Harutyun Minassian
- Marcel Miquel
- Armand Miretto
- Zbigniew Misiaszek
- Ilija Mitic
- Jean Molla
- Daniel Montenegro
- Fabrice Moreau
- Georges Moreel
- Joseph Moreira
- Gerard Moresco
- Fernando Morientes
- Arthur Moses
- Andre Moulon
- Cedric Mouret
- Matt Moussilou
- Mozer
- Hilaire Munoz
- Jean-Santos Muntubila
- Eric Mura

## N
- Alexander N'Doumbou
- Leyti N'Diaye
- Mame N'Diaye
- Sylvain N'Diaye
- Jean-Jacques N'Domba
- Djim N'Gom
- Michel N'Gom
- Bruno N'Gotty
- André Nagy
- Antal Nagy
- Koji Nakata
- Samir Nasri
- Dmytro Nepogodov
- Mamadou Niang
- Kurt Nielsen
- Stellan Nilsson
- Mario Nocentini
- Raul Nogues
- Pascal Nouma
- Jacques Novi

## O
- Zarko Olarevic
- Franz Olejniczak
- Salomon Olembé
- Célestin Oliver
- Pascal Olmeta
- François Omam-Biyik
- Wilson Oruma
- Kevin Osei

## P
- Gerard Paggini
- Mickaël Pagis
- Louis Paletti
- Jean-Pierre Palpacuer
- Jean Paluch
- Ilija Pantelić
- Moustapha Papa Diop
- Jean-Pierre Papin
- Claude Parard
- Albert Pardigon
- Bernard Pardo
- Francis Pari
- Marc Pascal
- Marcel Pascal
- Franck Passi
- José Pastinelli
- Paul Patrone
- Paulo Cesar
- Ignacio Pavon
- Dimitri Payet
- Pierre Pchenitchny
- Benoît Pedretti
- Reynald Pedros
- Marcel Pellegrin
- Iván de la Peña
- Claude Peretti
- Antoine Perez
- Jérôme Perez
- Sébastien Pérez
- Alfonso Pérez Muñoz
- Pierre Peri
- Lucas Perrin
- Andre Persoglio
- Gilbert Piasco
- Yvan Piatti
- Michel Pibarot
- Philippe Piette
- Rene Pignon
- Robert Pirés
- Felix Pironti
- Francis Poleschi
- James Poncet
- Stéphane Porato
- Cyrille Pouget
- Wilfrid Pradal
- Jean Louis Pradel
- Alexis Pradie
- Roland Predal
- Thomas Pritchard
- William Prunier
- Adrien Pucci
- Marcel Pujalte

## Q
- Yannick Quesnel

## R
- Thierry Racon
- Christian Ramon
- Paul Ravail
- Fabrizio Ravanelli
- Rene Rebibo
- Moise Regina
- Loris Reina
- Loïc Rémy
- Patrick Remy
- Cyril Revillet
- Héctor Rial
- Rémi Ribault
- Franck Ribéry
- Rudy Riou
- Alberto Rivera
- Jean Robin
- Martial Robin
- Yvon-Samuel Robinet
- Laurent Robuschi
- Alain Roche
- Julien Rodriguez
- Sauveur Rodriguez
- Daniel Roig
- Cyril Rool
- Marc Ropero
- Gabriel Rossi
- Pascal Rousseau
- Gilles Rousset
- Olivier Roussey
- Charles Roviglione
- Eric Roy
- Serge Roy
- Francisco Rubio
- Marc Rue
- Rui Barros
- Vedran Runje
- Dominique Rustichelli

## S
- Jean-Philippe Sabo
- Lamine Sakho
- Louis Salson
- Mamadou Samassa
- Étienne Sansonetti
- Didier Santini
- Manuel dos Santos
- Boubacar Sarr
- Karoly Sas
- Franck Sauzée
- Jacques Savoye
- Alfred Sbroglia
- Rene Schillemann
- Paul Schnoek
- Jean-Claude Scotti
- Roger Scotti
- Albert Sejnera
- Mehdi Sennaoui
- Rene Sergent
- Alexander Sherry
- Henri Sierra
- Desire Sikely
- Didier Six
- Rudi Skácel
- Josip Skoblar
- Alen Škoro
- Blaz Slišković
- Eric Soler
- David Sommeil
- Laurent Spinosi
- Henri Stambouli
- Jovan Stanković
- Trevor Steven
- Dragan Stojković
- Julien Stopyra
- Kevin Strootman
- Marius Subreville
- Piotr Świerczewski
- Dmitri Sytsjov

## T
- Marius Tagliagossi
- Taye Taiwo
- Daniel Tallineau
- Andre Tassone
- Frederic Tatarian
- Raphael Tellechea
- Lucien Temarii
- Andrew Tembo
- Eric Terrones
- Florian Thauvin
- Manuel Thetis
- Jean-Christophe Thomas
- Philippe Thys
- Jean Tigana
- Pierre Tillon
- Roger Tivoli
- Jean-Pierre Tokoto
- Claude Tonda
- Stefano Torrisi
- Bassidiki Toure
- Cheriffe Toure
- Pierre Tournier
- Jack Trees
- Marius Trésor
- Stéphane Trevisan
- Albert Tricon
- Alfonso Troisi
- Lucien Troupel
- Vinko Trskan
- Jean-Pierre Truqui
- Bronas Trusas
- Eduardo Tuzzio

## U
- Camillo Ugi
- Daniel Ugolini
- Louis Ugona

## V
- Štěpán Vachoušek
- Mathieu Valbuena
- Daniel Van Buyten
- Roger Vandooren
- Albert Vanucci
- Jaguare Vasconcelos
- Martín Vázquez
- Jean Veneziano
- Philippe Vercruysse
- Lambert Verdonk
- Frederic Vernet
- Marius Vescolvali
- Daniel Viaene
- Thomas Videau
- Franco Vignola
- Juan Vila
- Marius Vinson
- Robert Volfin
- Rudi Völler

## W
- Didier Wacouboue
- Chris Waddle
- Charles Wagner
- Guillaume Warmuz
- Edouard Wawrzeniak
- George Weah
- Edmond Weiskopf
- Sylvain Wiltord
- Tage Wissnell

## X
- Daniel Xuereb

## Y
- Ahmed Yahiaoui
- Abdoulaye Yansanne
- Héctor Yazalde
- Joseph Yobo

## Z
- Henri Zambelli
- Jean-Louis Zanon
- Mario Zatelli
- Bruno Zboralski
- Boudewijn Zenden
- Bernard Zenier
- Emile Zermani
- Karim Ziani
- Nebojsa Zlataric
- Ronald Zubar
- Jules Zvunka
- Victor Zvunka